# Concílios de Orange
Os Concílios de Orange (também chamados de Sínodos de Orange; em latim: Concilium Arausicanum ou Synodus Arausicana) são os dois concílios regionais ou sínodos realizados na cidade de Orange, na França. O primeiro (441) tratou de vários assuntos da Igreja. O segundo (529) confirmou a teoria Agostiniana contra o ensino de Pelágio da Bretanha.

## Concílio de Orange de 441
O primeiro Concílio de Orange ocorreu em 8 de novembro de 441 sob a presidência de Hilário de Arles e Euquério de Lyon. Dezessete bispos participam da assembleia. São aprovados trinta cânones (ou julgamentos) que tratam de questões práticas da vida da igreja, incluindo uma declaração sobre o dever do celibato para aqueles no estado clerical, especialmente diáconos e viúvas; o direito de asilo, regras para a correta administração dos sacramentos; recomendações para cautela na ordenação de clérigos estrangeiros; limites na jurisdição dos bispos; regras para convocar conselhos. A interpretação exata de alguns desses cânones (II, III, XVII) é duvidosa. O Cânone IV está em contradição com o decreto do Papa Sirício; e os cânones II e XVIII revelam a tendência de resistir à introdução dos costumes romanos. Esses cânones são confirmados no Sínodo de Arles por volta de 443.

## Concílio de Orange de 529
O Segundo Concílio de Orange aconteceu nesta cidade em 3 de julho de 529, que entretanto passou do governo da Borgonha para o governo ostrogótico. A ocasião deste concílio foi dada pela consagração de uma igreja construída pelo governador da Gália de Narbonne, que trata mais diretamente das persistentes questões teológicas que resultam do conflito entre as ideias do bispo Agostinho de Hipona no Norte da África (354 - 430) e Pelágio, um monge inglês (cerca de 360 - 420) que desafiou as visões tradicionais da Igreja influenciadas predominantemente por Agostinho.
Pelágio negou a doutrina agostiniana do pecado original, que afirma que os seres humanos são tão corrompidos pelo pecado que são naturalmente hostis a Deus e incapazes de escolher estar ao seu lado. Pelágio argumentou que os seres humanos nascem em um estado de inocência, não com uma natureza pecaminosa, e que eles podem, por natureza e por meio da disciplina, se quiserem, escolher estar do lado de Deus. De acordo com Pelágio, Deus deu aos humanos, criando-os, a habilidade de não pecar. De acordo com Agostinho, porém, isso eleva a liberdade humana (livre arbítrio) demais às custas da graça de Deus e de sua iniciativa soberana na salvação. De fato, as ideias de Pelágio, afirma Agostinho, tornam supérflua a obra de Cristo, pois o homem poderia por si mesmo, se assim o desejasse e sob certas condições, atingir a perfeição moral.
Agostinho argumentou que os seres humanos estão tão contaminados pelo pecado (tanto porque o pecado de Adão corrompeu toda a sua descendência ao contaminá-los, quanto porque o pecado está enraizado na natureza humana) que não podemos deixar de escolher e praticar o mal. Visto que os seres humanos, segundo essa visão, não podem escolher estar ao lado de Deus, o próprio Deus, por sua graça, escolheria quem entre os seres humanos se destinava à salvação (predestinação). Assim, Agostinho rejeita para o ser humano a capacidade de alcançar a salvação por si mesmo.
Na época do segundo concílio de Orange, em 529, havia surgido o semipelagianismo, a tentativa de se chegar a um compromisso entre o agostinianismo e o pelagianismo. Na verdade, muitos dos que apoiavam o semipelagianismo eram mais próximos de Agostinho do que de Pelágio. Eles simplesmente não estavam dispostos a seguir a lógica das posições de Agostinho até suas conclusões, ou seja, aquelas às quais mais tarde viriam as doutrinas teológicas da predestinação (João Calvino: Deus escolhe quem será salvo), bem como a da dupla predestinação (Beza: não só Deus escolhe quem deve ser salvo, mas também quem deve permanecer em um estado de perdição e estar sujeito ao castigo eterno).
Basicamente o semipelagianismo, seguindo as ideias do monge francês João Cassiano, concorda com Agostinho que os seres humanos por si só não podem decidir por Deus, mas afirma que Deus, através do Espírito Santo, permite aos seres humanos se do mal para Deus. Verifica-se que o semipelagianismo rejeita tanto a ideia emergente de predestinação quanto a ideia da perseverança dos santos. Pelágio foi condenado como herege por negar a doutrina do pecado original, assim como as ideias semipelagianas que são afirmadas nos Cânones do Concílio de Orange.
Os Cânones do Segundo Concílio de Orange rejeitam claramente o que mais tarde será conhecido como dupla predestinação. Agostinho não a apoiou de fato porque seu principal interesse, ao responder a Pelágio, residia na ideia de depravação e graça. A questão da dupla predestinação vai acima de tudo ser objeto da atenção da Reforma Protestante como será popularizado por Teodoro de Beza, e emerge fortemente no Sínodo de Dordrecht (1618 - 1619) contra Jacó Armínio.
Os Cânones do Concílio de Orange ajudam a estabilizar a doutrina agostiniana da depravação total, do pecado original e da graça de Deus que dominará na Igreja até meados do século XVIII. Visto que foram escritas como uma resposta a Pelágio, essas visões enfatizam fortemente o papel soberano de Deus na salvação. A compreensão agostiniana da graça, entretanto, permitiu a escolha humana, embora dentro dos limites da presciência de Deus). Posteriormente, desenvolveram-se concepções nos círculos calvinistas sobre a predestinação, permitindo que a graça de Deus opere apenas nos eleitos e apenas por meio de seu decreto soberano de salvação, independentemente das escolhas humanas e a própria ideia de presciência (veja a Confissão de Fé de Westminster).
Embora a posição agostiniana se torne a posição cristã "ortodoxa" pelos mil anos após o Concílio de Orange, a questão permanecerá pendente para ressurgir apenas na época da Reforma Protestante. Embora Jacó Armínio também seja condenado como herege, seus pontos de vista permanecerão na Igreja em uma versão ligeiramente modificada na teologia de John Wesley.